# Ceylalictus warnckei
Ceylalictus warnckei is een vliesvleugelig insect uit de familie Halictidae. De wetenschappelijke naam van de soort is voor het eerst geldig gepubliceerd in 1983 door Pesenko.